# Congreso Constituyente del Perú (1860)
El Congreso Constituyente del Perú de 1860 fue la sexta Asamblea Constituyente de la historia republicana peruana. Se instaló el 14 de julio de 1860, y cuya principal labor fue hacer reformas constitucionales, que dieron como resultado la promulgación de una nueva Constitución Política, el 10 de noviembre de 1860. Ratificó también como presidente de la República al mariscal Ramón Castilla. 

## Presidentes
Esta es la lista de quienes presidieron el Congreso Constituyente:
| Imagen | Nombre                                   | Profesión | Inicio                   | Término                  |
| ------ | ---------------------------------------- | --------- | ------------------------ | ------------------------ |
|        | Bartolomé Herrera Vélez                  | Sacerdote | 14 de julio de 1860      | 19 de septiembre de 1860 |
|        | Manuel de Mendiburu (1.º Vicepresidente) | Militar   | 19 de septiembre de 1860 | 15 de noviembre de 1860  |